# Antonio Rossi
Antonio Rossi (* 19. prosince 1968 Lecco) je bývalý italský reprezentant v rychlostní kanoistice. Závodil od roku 1982, v roce 1988 se stal členem klubu Gruppi Sportivi Fiamme Gialle. Na Letních olympijských hrách 1992 získal s Bruno Dreossim bronzovou medaili v závodě deblkajaků na 500 metrů, na Letních olympijských hrách 1996 vyhrál závod jednotlivců na 500 m a závod dvojic na 1000 km (jeho spolujezdcem byl Daniele Scarpa), na Letních olympijských hrách 2000 vyhrál deblkajak na kilometrové trati spolu s Beniaminem Bonomim a na Letních olympijských hrách 2004 obsadili Rossi a Bonomi druhé místo. Na Letních olympijských hrách 2008, kde byl vlajkonošem italské výpravy, skončil s čtyřkajakem na čtvrtém místě. Je také mistrem světa v závodě K2 na 1000 metrů v letech 1995, 1997 a 1998 a mistrem Evropy z roku 1997.
Jeho manželka Lucia Micheli rovněž reprezentovala Itálii v rychlostní kanoistice na olympiádě, mají dva syny. Od roku 2009 je radním pro mládež a sport v regionu Lombardie. Je členem předsednictva Italského národního olympijského výboru a velkodůstojníkem Řádu zásluh o Italskou republiku. Je věřícím katolíkem, v roce 2000 byl zástupcem sportovců při audienci u papeže Jana Pavla II. u příležitosti Svatého roku.